# Oswaldo Sampaio
Oswaldo Sampaio (San Paolo, 1912 – San Paolo, 13 gennaio 1996) è stato un attore, regista, sceneggiatore e produttore cinematografico brasiliano.

## Biografia
Dopo aver iniziato negli anni trenta come scenografo teatrale con le compagnie di Otília Amorim e Renato Viana, nel 1942 assunse la direzione della Biblioteca Monteiro Lobato e Brasiliense e fondò la casa editrice Flama, continuando nel frattempo a lavorare in teatro con la compagnia di Procópio Ferreira.
Nel 1950 venne contattato da Alberto Cavalcanti per lavorare con la Companhia Cinematográfica Vera Cruz e fece il suo esordio nel cinema come sceneggiatore del film Somos Dois di Milton Rodrigues. Nel 1952 scrisse la sceneggiatura di Tico-tico no fubá, diretto da Adolfo Celi del quale fu anche assistente alla regia, e l'anno successivo diresse insieme a Tom Payne il film Sinha Moca, la dea bianca, presentato in concorso alla 4ª edizione del Festival di Berlino e al Festival di Venezia.
Nella seconda metà degli anni cinquanta abbandonò la Vera Cruz e si dedicò a produzioni indipendenti come A Estrada e O Preço da Vitória, film ispirati al neorealismo italiano che ritraevano il sottosviluppo della realtà brasiliana in netto contrasto con l'artificiosità della grandi produzioni.
Nel 1972 diresse il suo ultimo film, A Marcha, del quale fu anche sceneggiatore e produttore.

## Filmografia
| Anno | Film                                   | Regista | Sceneggiatore | Attore | Produttore | Note                      |
| ---- | -------------------------------------- | ------- | ------------- | ------ | ---------- | ------------------------- |
| 1950 | Somos Dois                             |         | Si            |        |            | Regia di Milton Rodrigues |
| 1952 | Tico-tico no fubá                      |         | Si            | Si     |            | Regia di Adolfo Celi      |
| 1953 | Sinha Moca, la dea bianca (Sinhá Moça) | Si      | Si            | Si     |            | Co-regia con Tom Payne    |
| 1956 | A Estrada                              | Si      | Si            |        |            |                           |
| 1956 | Quem Sabe, Sabe!                       |         |               |        | Si         | Regia di Luiz de Barros   |
| 1959 | O Preço da Vitória                     | Si      | Si            |        | Si         |                           |
| 1960 | Pintando o Sete                        |         | Si            |        |            | Regia di Carlos Manga     |
| 1970 | O Pornógrafo                           |         |               | Si     |            | Regia di João Callegaro   |
| 1972 | A Marcha                               | Si      | Si            |        | Si         |                           |